# Nanaspis pollens
Nanaspis pollens is een eenoogkreeftjessoort uit de familie van de Nanaspididae. De wetenschappelijke naam van de soort is voor het eerst geldig gepubliceerd in 1962 door Stock, Humes & Gooding.